# Farní sbor Českobratrské církve evangelické v Holicích
Farní sbor Českobratrské církve evangelické v Holicích, též Farní sbor Českobratrské církve evangelické v Holicích v Čechách, byl sborem Českobratrské církve evangelické. Sbor spadal pod Chrudimský seniorát.
Byl založen roku 1937 jako kazatelská stanice sboru dvakačovického. Dne 1. března 1948 byl zde založen filiální sbor. Patřila k němu kazatelská stanice v Horním Jelení, pro niž byl zakoupen a upraven původní rodinný domek. Roku 2010 byl zrušen (jako samostatný sbor) a přešel jako kazatelská stanice pod správu Farního sboru v Pardubicích. 